# Alberto I di Monaco
Alberto I Grimaldi di Monaco, in francese: Albert Honoré Charles Grimaldi de Monaco (Parigi, 13 novembre 1848 – Parigi, 26 giugno 1922), è stato Principe di Monaco dal 1889, quando succedette al padre Carlo III, fino al 1922. Alla sua morte gli succedette il figlio Luigi. Fu l'ultimo sovrano assoluto di Monaco, in quanto, a causa della Rivoluzione monegasca, fu obbligato dal popolo a concedere, nel 1911, una costituzione.

## Biografia

### Infanzia e giovinezza

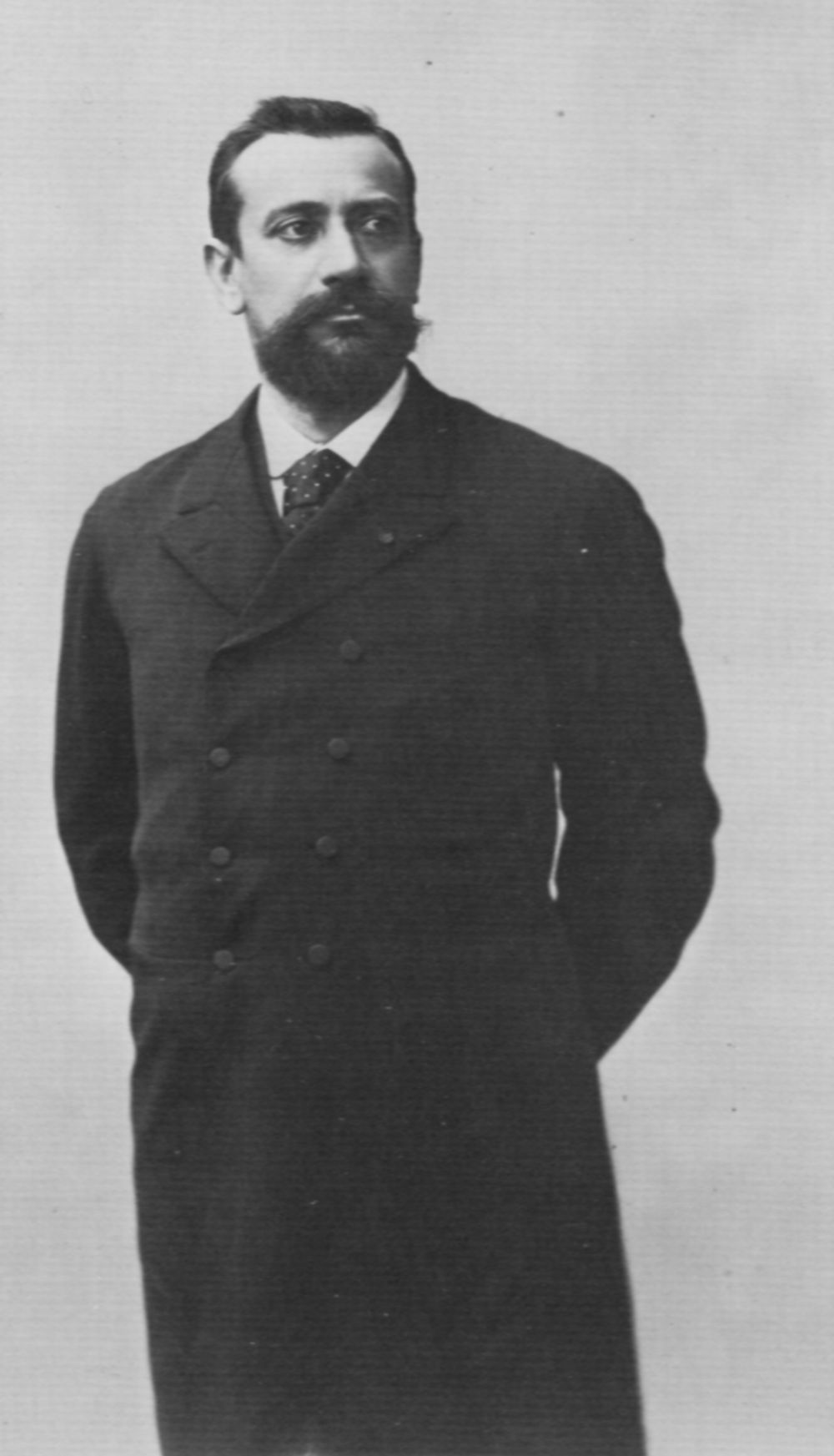
Alberto in giovane età fotografato da Nadar

Alberto nacque il 13 novembre 1848 a Parigi, figlio del principe Carlo III di Monaco (1818-1889) e della contessa belga Antoinette de Mérode (1828-1864). Sua madre era zia materna di donna Maria Vittoria dal Pozzo della Cisterna, futura duchessa consorte di Aosta e regina consorte di Spagna.
Da giovane, il principe Alberto servì nella marina spagnola, ma durante la Guerra Franco-Prussiana passò alla marina francese dove si guadagnò la Legion d'onore. Egli aveva appena 22 anni quando iniziò a sviluppare la propria passione per le scienze naturali ed in particolare per l'Oceanografia. Dopo diversi anni di studio, Alberto mostrò il proprio interesse per i nuovi strumenti che la tecnica metteva a disposizione per lo studio dei fondali marini. Accompagnato da diversi scienziati mondiali del suolo marino, egli fece molti studi oceanografici, mappe e carte nautiche. Egli fondò quindi quello che sarebbe divenuto l'"Istituto Oceanografico" di Monaco che include oggi un acquario, un museo e una biblioteca con molti acquisti provenienti da Parigi.
Oltre a questi studi, Alberto era molto interessato alle origini dell'uomo ed, a Parigi, egli fondò l'"Istituto di Paleontologia Umana" che fu responsabile di diversi scavi a tema, tra cui il ritrovamento dell'"Uomo di Grimaldi" nella caverna di Baousse-Rousse, che venne così chiamato in onore della sua casata. Le acquisizioni culturali di Alberto trovarono riconoscimento nel 1909, quando la "British Academy of Science" lo nominò membro onorarii. Nel 1920, l'"American Academy of Science" concesse al Principe Alberto la medaglia d'oro per i suoi studi.
Nonostante la carriera militare, il Principe fu un pacifista. Fondò l'"Istituto Internazionale per la Pace" di Monaco come luogo dove risolvere pacificamente le controversie del mondo. Sentendo le prime avvisaglie della prima guerra mondiale, il Principe Alberto tentò diverse volte di dissuadere l'Imperatore Guglielmo II di Germania dalla guerra. Allo scoppio della guerra, Monaco si dichiarò neutrale, ma difatti sostenne gli alleati con il ricovero dei feriti negli ospedali, mettendo a disposizione centri di convalescenza e soldati, incluso l'unico figlio del Principe Alberto, Luigi.

### Primo matrimonio

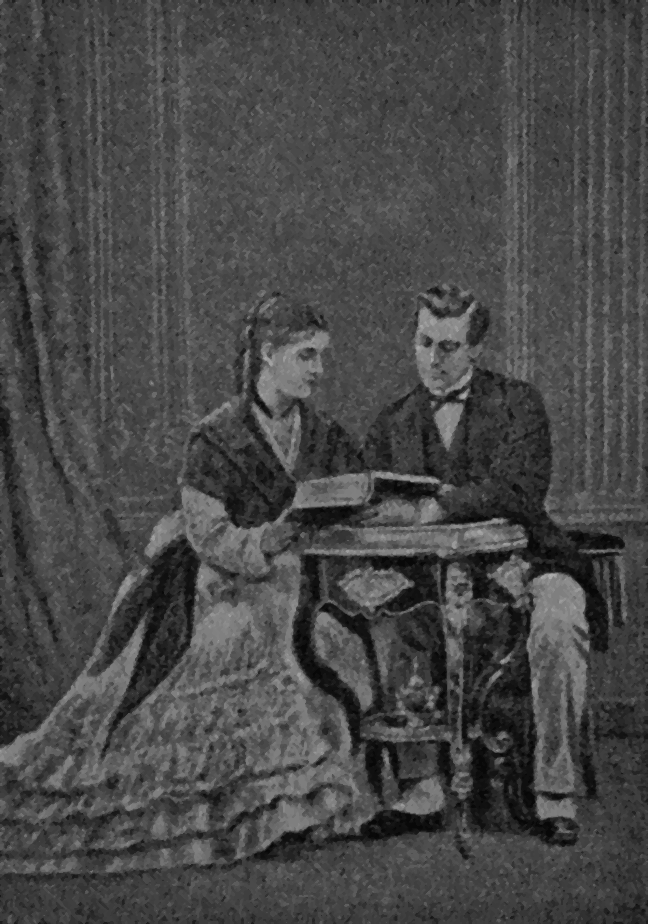
Il principe Alberto e la sua prima moglie poco dopo il loro matrimonio

Il 21 settembre 1869 al Castello di Marchais (che ancora oggi è tra i possessi della famiglia Grimaldi), nella regione francese dello Champagne, il principe Alberto sposò Maria Vittoria Hamilton (1850-1922), di Lanarkshire, in Scozia, figlia del duca William Hamilton e di sua moglie, la principessa Maria Amelia di Baden. La coppia si incontrò per la prima volta nell'agosto del 1869 ad un ballo organizzato dall'Imperatore di Francia e il loro matrimonio ebbe come testimone l'anziana nonna di Alberto, Maria Caroline Gibert de Lametz. Maria Carolina aveva tentato di creare dei legami politici e coniugali tra Alberto e la principessa Maria Adelaide di Cambridge, prima cugina della regina Vittoria d'Inghilterra e futura madre della regina Mary di Teck, ma senza successo. Il fallimento non scoraggiò Maria Carolina che chiese aiuto a Napoleone III di Francia e a sua moglie.
L'Imperatore persuase Maria Carolina che la regina Vittoria non era intenzionata ad accogliere un Grimaldi nella sua famiglia, suggerendo invece Maria Vittoria, sua cugina di terzo grado e sorella del suo buon amico, il XII duca di Hamilton, come alternativa. Come figlia di un duca scozzese, Maria Vittoria non era di sangue reale, ma la sua famiglia era sufficientemente ricca, ben introdotta e legata per sangue alla famiglia imperiale francese attraverso la nonna, Stéphanie de Beauharnais, figlia adottata di Napoleone I e seconda cugina di Ortensia di Beauharnais, madre a sua volta dell'imperatore Napoleone III.

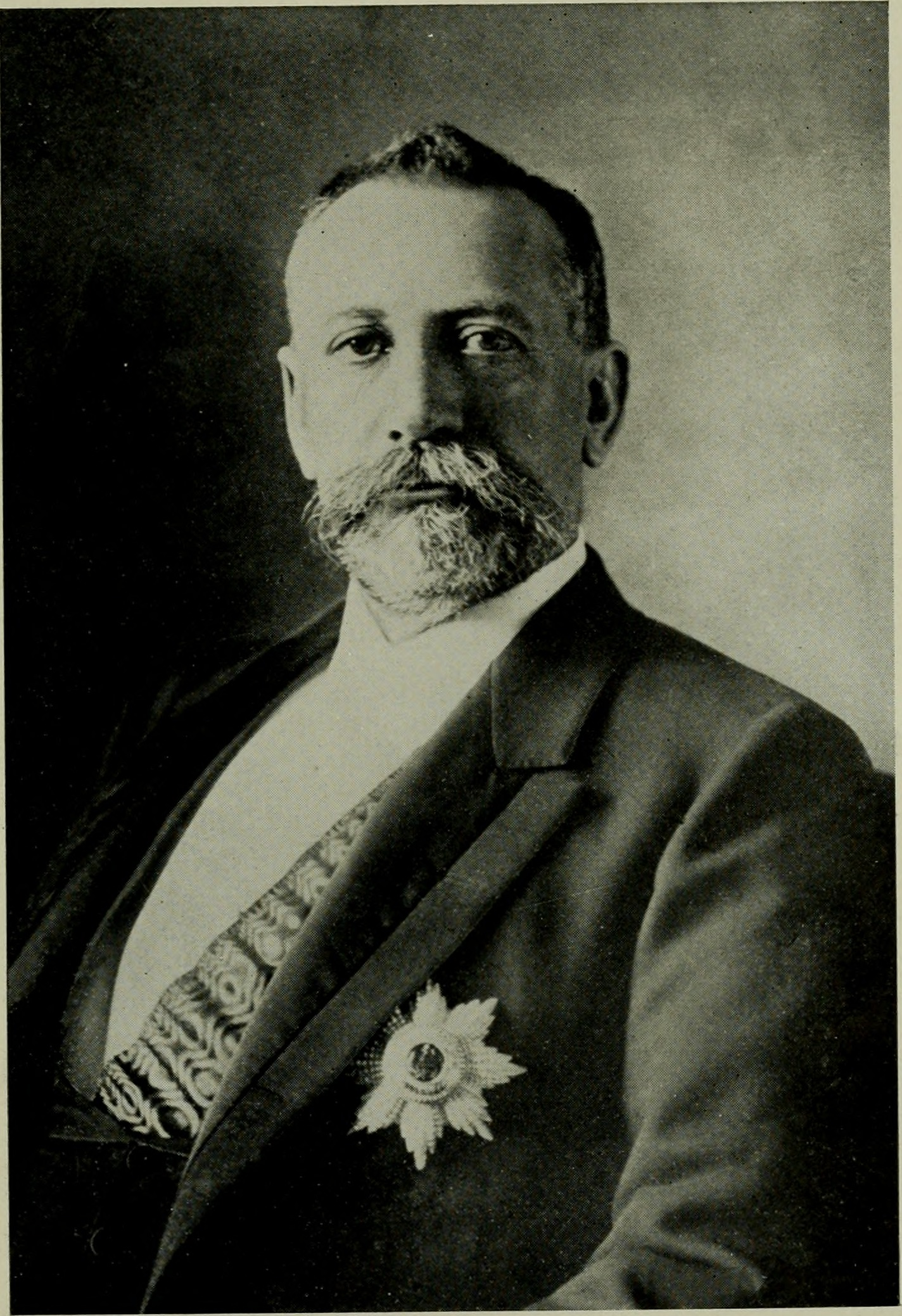
Alberto Grimaldi in una fotografia d'epoca

Dopo un anno di matrimonio la coppia ebbe il figlio maschio, Luigi, ma Maria Vittoria non apprezzava Monaco. Poco dopo, infatti, lasciò definitivamente il principato e il suo matrimonio con Alberto venne annullato il 28 luglio 1880 con uno speciale dispaccio della Santa Sede che consentiva al figlio Luigi di considerarsi ad ogni modo figlio legittimo. Lo stesso anno, la Principessa di Monaco, si sposò a Roma con il Principe Tasziló Festetics, 1850-1933, la cui figlia, Maria, sarà nonna dello stilista Egon von Fürstenberg e di sua sorella Ira von Fürstenberg, moglie poi divorziata di Alfonso di Hohenlohe e poi donna di spettacolo, legata da grande amicizia con Ranieri III di Monaco.

### Ascesa al trono

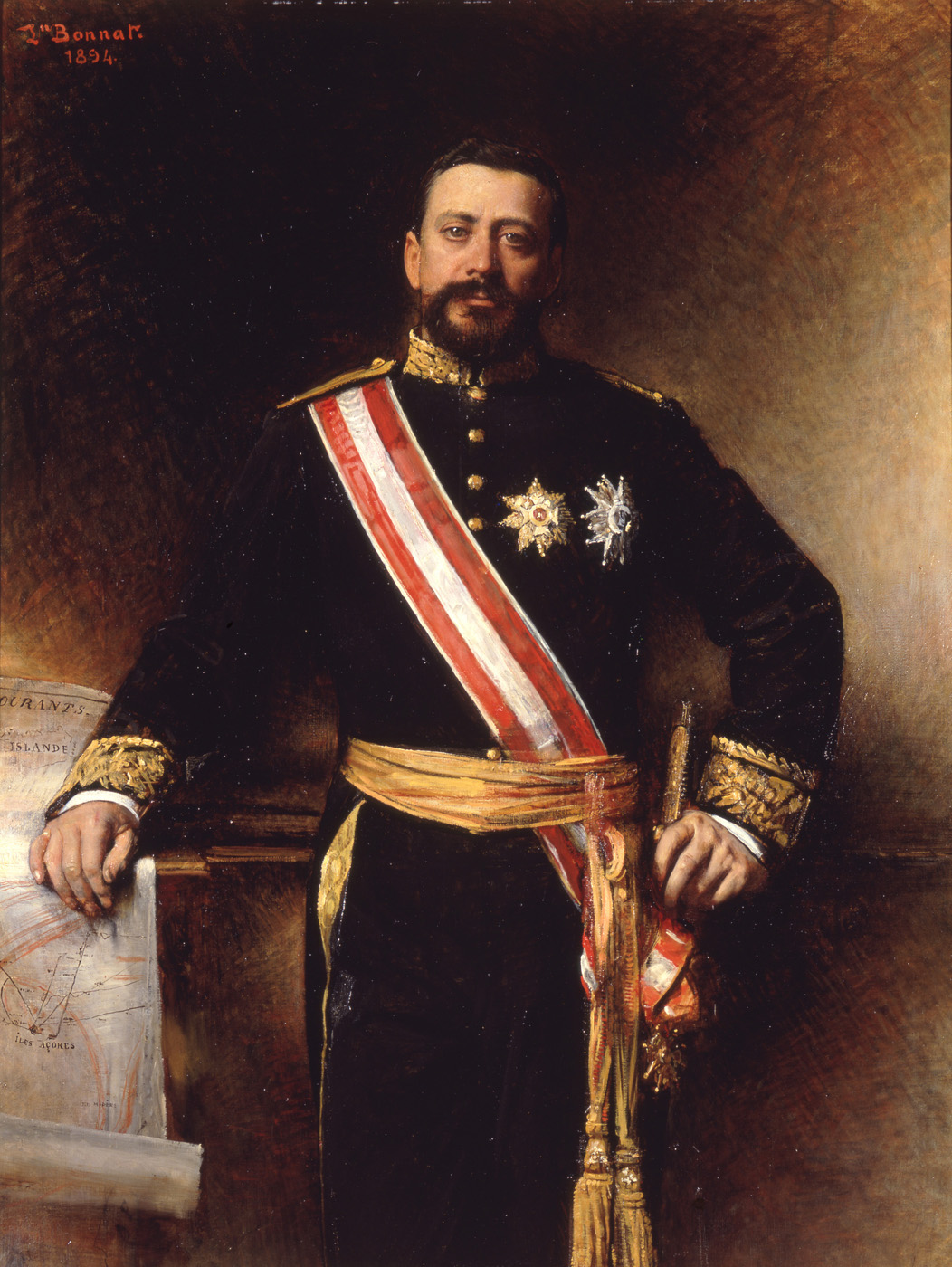
Alberto I di Monaco ritratto da Léon Bonnat nel 1894. Oggi questo dipinto è conservato nel Palazzo dei Principi, Monaco

Il 10 settembre 1889 Alberto ascese al trono di Monaco alla morte del padre e nello stesso anno sposò la Duchessa de Richelieu, nata Marie Alice Heine (1858-1925), un'americana figlia di un uomo d'affari di New Orleans, che discendeva da una famiglia di ebrei tedeschi. Alice Heine aveva sposato il Duca de Richelieu ma si era ritrovata vedova a soli 21 anni, con il piccolo figlio, Armand. La sua relazione ed il successivo matrimonio con il Principe Alberto furono una benedizione per il piccolo principato. Aiutò in questo, grazie agli importanti legami del padre, il marito nell'intenzione di rendere il Principato di Monaco uno dei centri europei del teatro dell'Opera e del balletto, sotto la direzione del famoso impresario russo Sergej Djagilev.
Malgrado gli iniziali promettenti successi, nel 1902 il loro matrimonio terminò a causa della relazione della principessa con il compositore Isidore de Lara, che poteva seriamente compromettere la posizione del marito. La coppia si separò ma non divorziò mai. La cortigiana Caroline Otero, nota come La Belle Otero, che era divenuta l'amante del Principe, ricordò nelle sue memorie che il Principe non era un uomo virile ed aveva evidenti problemi di erezione.

### Ultimi anni e morte

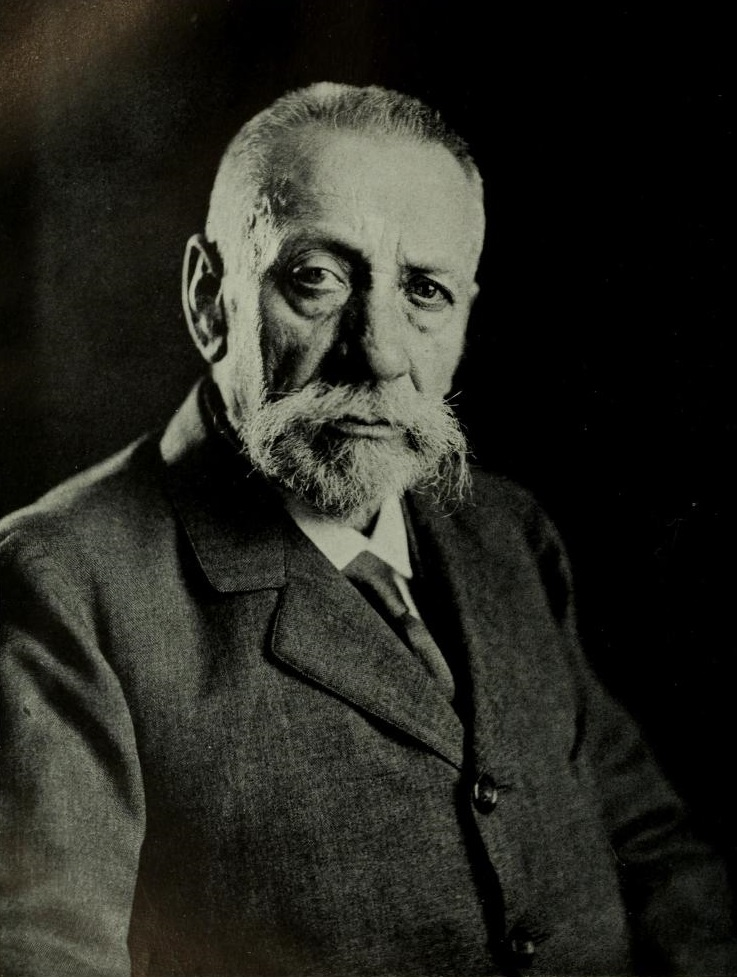
Alberto di Monaco nel 1921

Il 5 gennaio 1911 il principe Alberto I, a seguito di una serie di proteste di piazza, garantì a Monaco una Costituzione, ma il documento venne sospeso allo scoppio della prima guerra mondiale. Sempre nel 1911, il Principe Alberto fu il responsabile della creazione del Rally di Monte Carlo, una competizione automobilistica da disputarsi per le vie del principato.
Il Club degli Esploratori elesse Alberto I quale suo membro onorario nel 1921.
Il principe Alberto I di Monaco morì il 26 giugno 1922 a Parigi e venne succeduto dal figlio, Luigi II.

## Discendenza
Il principe Alberto e Mary Victoria Hamilton ebbero:
- Luigi II Onorato Carlo Antonio Grimaldi di Monaco, in francese: Louis Honoré Charles Antoine Grimaldi de Monaco (Baden-Baden, 12 luglio 1870 – Monaco, 9 maggio 1949), fu Principe sovrano di Monaco e regnò dal 1922 al 1949.

## Oceanografia

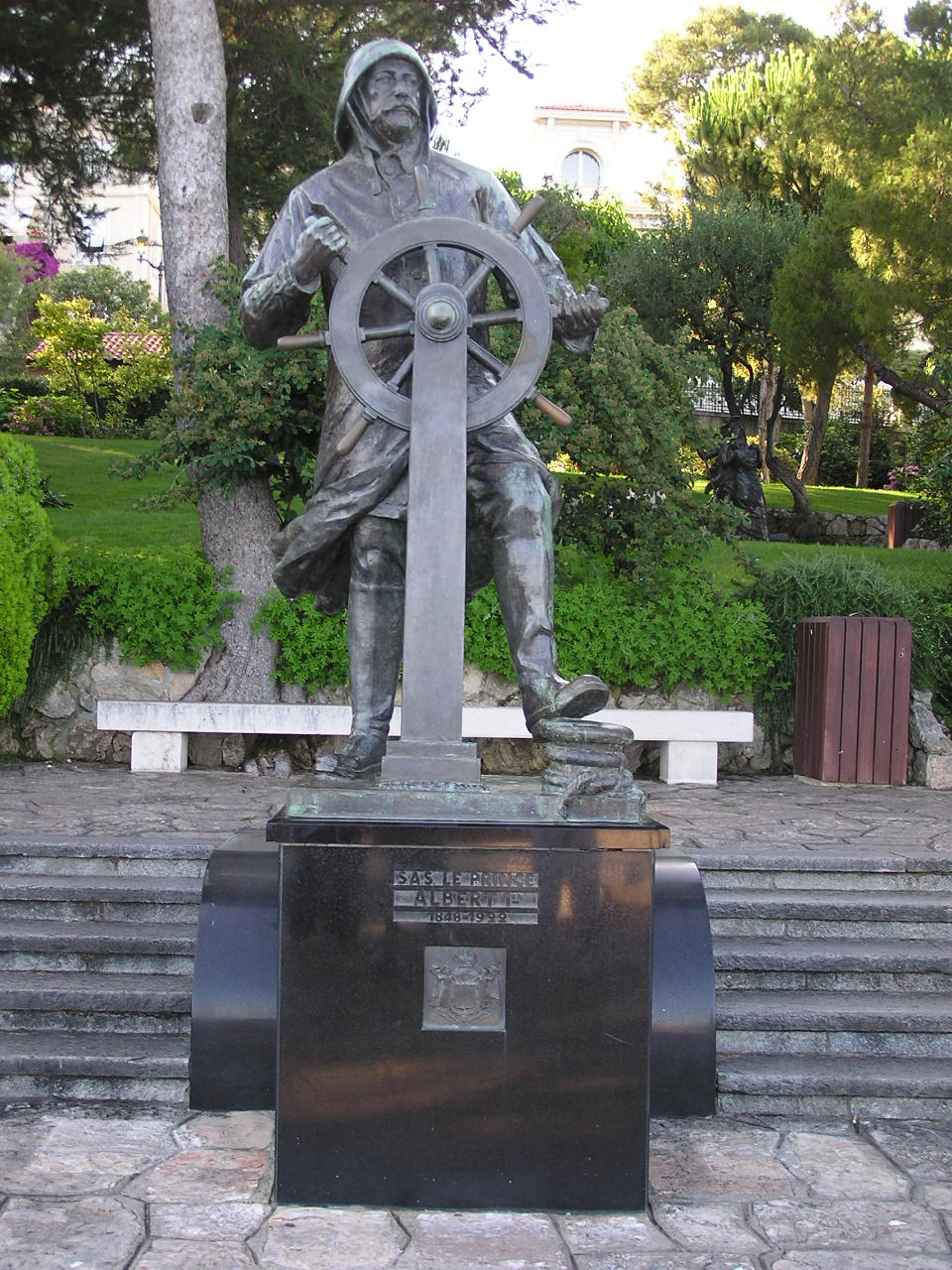
La statua in onore di Alberto I nelle vesti di "uomo di mare" per i suoi interessi scientifici in campo oceanografico, nel Jardin St. Martin a Monaco.

Il principe Alberto I di Monaco dedicò gran parte della sua vita allo studio del mare e degli oceani. A soli 22 anni si imbarcò nello studio di una scienza relativamente nuova per l'epoca, quella dell'oceanografia. Comprendendo l'importanza delle relazioni tra le creature viventi e la natura, si dedicò all'esplorazione ed alla ricerca nei mari con ogni tecnica e strumento. Alberto I fu "istigatore e promulgatore" della scienza oceanografica che egli stesso contribuì a creare. Egli personalmente fondò l'Istituto Oceanografico Fondazione Alberto I di Monaco come fondazione privata riconosciuta di pubblica utilità nel 1906, con due sedi: l'Istituto Oceanografico di Parigi (oggi rinominato in Casa dell'Oceano) e quello che divenne il Museo oceanografico di Monaco, direttamente nel principato. Quest'ultimo includeva per l'epoca un acquario, un museo ed una biblioteca a tema, con collegamenti di ricerca con Parigi.

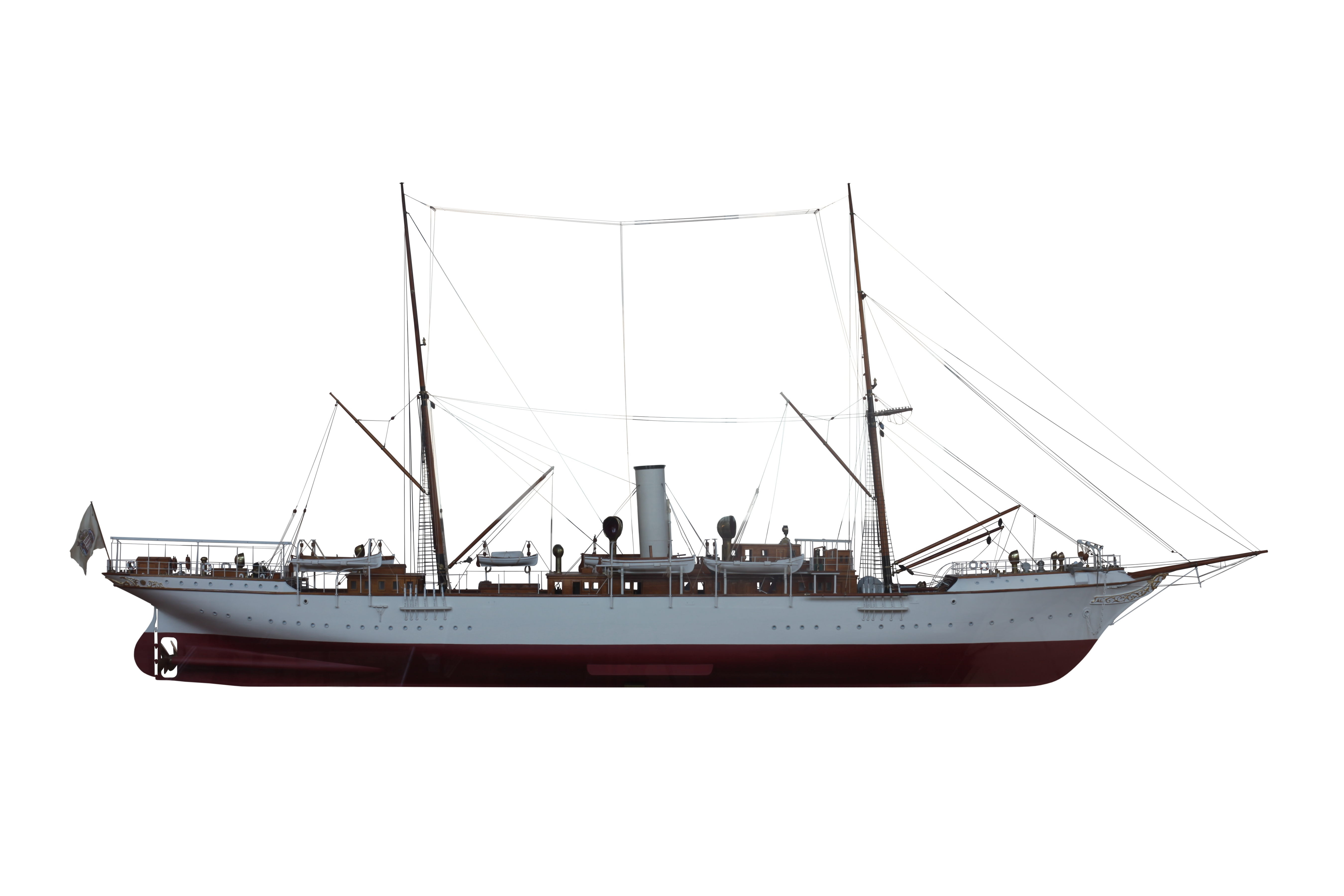
Modello in scala della Hirondelle II in mostra al Museo oceanografico di Monaco.

Per questo scopo il principe acquistò anche quattro yacht, Hirondelle, Princesse Alice, Princesse Alice II e Hirondelle II. Accompagnato da un equipaggio selezionato e da diversi scienziati marini, viaggiò in lungo e in largo nel Mediterraneo, registrando diverse scoperte in campo oceanografico, redigendo mappe e carte nautiche. Nel 1896, in un'ispezione oceanografica delle Azzorre scoprì la Sponda Principessa Alice.

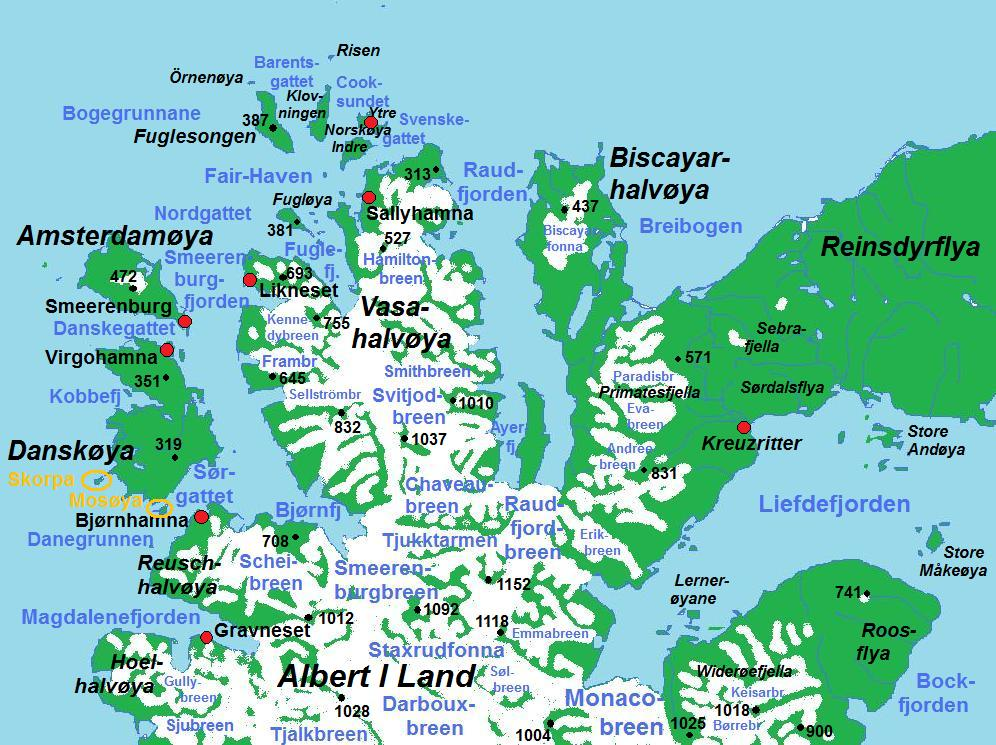
Mappa della parte settentrionale della Terra di Alberto I.

Sin dalla giovane età, inoltre, il principe Alberto I fu sempre molto affascinato dalle regioni polari. Negli anni 1898-1907 egli compì quattro spedizioni scientifiche alle Svalbard sul suo yacht Princesse Alice. I suoi sforzi vennero premiati con l'intitolazione della Terra di Alberto I sullo Spitsbergen.
La prima di queste spedizioni si tenne nell'estate del 1898 con scopi oceanografici e zoologici principalmente indirizzati a migliorare la collezione del Museo oceanografico di Monaco di cui già aveva iniziato la costruzione.
La seconda spedizione, nel 1899, si focalizzò sull'idrografia e la topografia del Raudfjorden, a nord-est dello Spitsbergen, da cui venne tratta una mappa poi pubblicata.
Il terzo viaggio, nel 1906, si incentrò sulla meteorologia. Il principe diede il proprio supporto ad altre due spedizioni, quella dello scozzese William Speirs Bruce a Prins Karls Forland, e quella del norvegese Gunnar Isachsen, a nordovest dello Spitsbergen. I fondi concessi a quest'ultimo nella sua spedizione scientifica alle Svalbard portarono nel 1928 alla fondazione dell'Istituto Polare Norvegese.
La quarta spedizione del principe nel 1907, fu dovuta essenzialmente dal desiderio di veder completati i risultati registrati l'estate precedente. Egli mostrò anche un notevole interesse nella possibilità di proteggere l'ambiente naturale delle Svalbard, come dimostrato tra l'altro dal questionario inviatogli nel 1912 dal botanico tedesco Hugo Conwentz.
Nel 1918, la National Academy of Sciences statunitense concesse al principe Alberto la sua Alexander Agassiz Medal per i suoi interessi oceanografici. L'Explorers Club elesse Alberto I a suo membro onorario nel 1921. Egli ottenne anche la Cullum Geographical Medal della American Geographical Society. Il principe Ranieri III di Monaco assieme all'International Association for the Physical Sciences of the Oceans ha istituito la Medaglia del Principe Alberto I per le scienze chimiche e fisiche correlate all'oceanografia, in suo onore.

## Filatelia

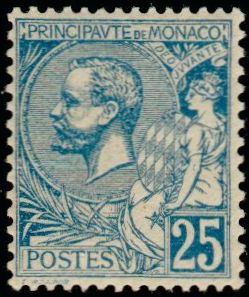
Francobollo da 25 c. di Alberto I del 1901

Alberto I costituì una collezione di francobolli continuata in seguito dal figlio Luigi II e finalmente resa parte essenziale di un museo postale creato nel 1950 dal Principe Ranieri III.

## Ascendenza
|                                                |                                                                              |                                                                                     | Genitori                                                              |  |  | Nonni |  |  | Bisnonni             |  |  | Trisnonni             |  |
|                                                |                                                                              |                                                                                     |                                                                       |  |  |       |  |  | Onorato IV di Monaco |  |  | Onorato III di Monaco |  |
|                                                |                                                                              |                                                                                     |                                                                       |  |  |       |  |  | Onorato IV di Monaco |  |  | Onorato III di Monaco |  |
|                                                |                                                                              | Maria Caterina Brignole-Sale                                                        |                                                                       |  |  |       |  |  | Onorato IV di Monaco |  |  |                       |  |
| Florestano I di Monaco                         |                                                                              |                                                                                     |                                                                       |  |  |       |  |  | Onorato IV di Monaco |  |  |                       |  |
|                                                |                                                                              | Louise Félicité d'Aumont, duchessa di Mazarin                                       | Louis Marie d'Aumont, duca d'Aumont                                   |  |  |       |  |  |                      |  |  |                       |  |
|                                                |                                                                              | Louise Félicité d'Aumont, duchessa di Mazarin                                       | Louis Marie d'Aumont, duca d'Aumont                                   |  |  |       |  |  |                      |  |  |                       |  |
|                                                |                                                                              | Louise Félicité d'Aumont, duchessa di Mazarin                                       | Louise Jeanne de Durfort, duchessa di Mazarin                         |  |  |       |  |  |                      |  |  |                       |  |
| Carlo III di Monaco                            |                                                                              | Louise Félicité d'Aumont, duchessa di Mazarin                                       |                                                                       |  |  |       |  |  |                      |  |  |                       |  |
|                                                |                                                                              | Charles Thomas Gibert de Lametz                                                     | Thomas Gibert                                                         |  |  |       |  |  |                      |  |  |                       |  |
|                                                |                                                                              | Charles Thomas Gibert de Lametz                                                     | Thomas Gibert                                                         |  |  |       |  |  |                      |  |  |                       |  |
|                                                |                                                                              | Charles Thomas Gibert de Lametz                                                     | Françoise Moret                                                       |  |  |       |  |  |                      |  |  |                       |  |
| Maria Carolina Gibert de Lametz                |                                                                              | Charles Thomas Gibert de Lametz                                                     |                                                                       |  |  |       |  |  |                      |  |  |                       |  |
|                                                |                                                                              | Marie Françoise Le Gras de Vaubercey                                                | Francois Louis Michel Le Gras de Vaubercey                            |  |  |       |  |  |                      |  |  |                       |  |
|                                                |                                                                              | Marie Françoise Le Gras de Vaubercey                                                | Francois Louis Michel Le Gras de Vaubercey                            |  |  |       |  |  |                      |  |  |                       |  |
|                                                |                                                                              | Marie Françoise Le Gras de Vaubercey                                                | Gabrielle Françoise des Courtils                                      |  |  |       |  |  |                      |  |  |                       |  |
| Alberto I di Monaco                            |                                                                              | Marie Françoise Le Gras de Vaubercey                                                |                                                                       |  |  |       |  |  |                      |  |  |                       |  |
|                                                | Guillaume Charles de Mérode-Westerloo, V principe di Rubempré e d'Everberghe | Philippe Maximilien de Mérode, marchese de Westerloo                                |                                                                       |  |  |       |  |  |                      |  |  |                       |  |
|                                                | Guillaume Charles de Mérode-Westerloo, V principe di Rubempré e d'Everberghe | Philippe Maximilien de Mérode, marchese de Westerloo                                |                                                                       |  |  |       |  |  |                      |  |  |                       |  |
|                                                | Guillaume Charles de Mérode-Westerloo, V principe di Rubempré e d'Everberghe | Marie Catherine de Mérode, principessa di Rubempré e d'Everberghe                   |                                                                       |  |  |       |  |  |                      |  |  |                       |  |
| Conte Werner Jean Baptiste de Mérode-Westerloo | Guillaume Charles de Mérode-Westerloo, V principe di Rubempré e d'Everberghe |                                                                                     |                                                                       |  |  |       |  |  |                      |  |  |                       |  |
|                                                |                                                                              | Marie Joséphine Félicité d'Ongnies, contessa di Mastaing, principessa di Grimberghe | Othon Henri d'Ongnies, conte di Mastaing, principe di Grimberghe      |  |  |       |  |  |                      |  |  |                       |  |
|                                                |                                                                              | Marie Joséphine Félicité d'Ongnies, contessa di Mastaing, principessa di Grimberghe | Othon Henri d'Ongnies, conte di Mastaing, principe di Grimberghe      |  |  |       |  |  |                      |  |  |                       |  |
|                                                |                                                                              | Marie Joséphine Félicité d'Ongnies, contessa di Mastaing, principessa di Grimberghe | Contessa Marie Philippine Hyacinthe de Mérode                         |  |  |       |  |  |                      |  |  |                       |  |
| Antoinette Ghislaine de Mérode-Westerloo       |                                                                              | Marie Joséphine Félicité d'Ongnies, contessa di Mastaing, principessa di Grimberghe |                                                                       |  |  |       |  |  |                      |  |  |                       |  |
|                                                |                                                                              | Conte François Louis de Spangen d'Uyternesse                                        | Conte Charles François de Spangen d'Uyternesse                        |  |  |       |  |  |                      |  |  |                       |  |
|                                                |                                                                              | Conte François Louis de Spangen d'Uyternesse                                        | Conte Charles François de Spangen d'Uyternesse                        |  |  |       |  |  |                      |  |  |                       |  |
|                                                |                                                                              | Conte François Louis de Spangen d'Uyternesse                                        | Marie Anne de Drumez                                                  |  |  |       |  |  |                      |  |  |                       |  |
| Contessa Victoire de Spangen d'Uyternesse      |                                                                              | Conte François Louis de Spangen d'Uyternesse                                        |                                                                       |  |  |       |  |  |                      |  |  |                       |  |
|                                                |                                                                              | Baronessa Louise Xaviere Albertine de Flaveau de Henry de la Raudière               | Jacques Albert de Flaveau de Henry de la Raudière, barone di Loverval |  |  |       |  |  |                      |  |  |                       |  |
|                                                |                                                                              | Baronessa Louise Xaviere Albertine de Flaveau de Henry de la Raudière               | Jacques Albert de Flaveau de Henry de la Raudière, barone di Loverval |  |  |       |  |  |                      |  |  |                       |  |
|                                                |                                                                              | Baronessa Louise Xaviere Albertine de Flaveau de Henry de la Raudière               | Ernestine Henriette de Cassal de Ny                                   |  |  |       |  |  |                      |  |  |                       |  |
|                                                |                                                                              | Baronessa Louise Xaviere Albertine de Flaveau de Henry de la Raudière               |                                                                       |  |  |       |  |  |                      |  |  |                       |  |